# Sant Joan Baptista de Borgonyà
L'església parroquial de Sant Joan Baptista de Borgonyà és el centre del veïnat de Borgonyà, situat sobre un turonet, a la vora esquerra del riu Terri, dins el municipi de Cornellà de Terri.

## Història
El topònim «Burguniano» es documenta des del 957. En aquest indret es consagrà l'església parroquial dedicada a Sant Joan l'any 1142. El juliol d'aquest mateix any l'església fou definida per Bernat Joan, fill de Guillem Bernat de Cornellà, al bisbe Berenguer, mitjançant una compensació de 100 morabatins a satisfer la meitat en or i l'altra meitat en mules. L'església passà, posteriorment, a la jurisdicció de la ciutat de Girona, la qual, la cedí al rei Martí el 1399. Sembla que fou reformada al segle xvii.

## Arquitectura
L'església parroquial de Sant Joan Baptista és una construcció d'una sola nau, coberta amb volta apuntada, i absis semicircular. Per la banda de migdia és adossada a la rectoria mentre que a la de tramuntana s'ha afegit una capella barroca dedicada a la Verge del Roser i una petita dependència que fa de sagristia. L'any 1623 es va reformar la façana i s'hi afegí una torre campanar sobre l'espadanya que resta encara visible i una nova portalada. Segons Jaume Marquès i Casanovas la volta fou renovada també en aquesta època. Al fons de l'absis hi ha oberta una finestra de doble esqueixada i al mur de migdia una capelleta immediata a l'absis, constituïda per un simple rebaix en el mur, coronada per un arc escarser i una finestra centrada, també de doble esqueixada, si bé no és obra original. Exteriorment, l'absis és ornamentat per un fris d'arcuacions llombardes dividides en tres sèries de quatre arquets separats per dues lesenes centrades. Les arcuacions són fetes de dovelles de pedra negra, volcànica, mentre que la resta és d'aparell de carreus ben tallats de pedra sorrenca d'uns 50 X 30 cm, molt regular. Sobre les dovelles de la finestra hi ha una imposta col·locada a manera de guardapols. L'aparell de la nau no té una aparença tan bona, però és de la mateixa factura i dimensions similars, disposat en filades uniformes. L'arquitectura de l'edifici s'adiu perfectament a la data establerta per la seva consagració, l'any 1142 i pot ésser relacionada amb altres esglésies d'aquesta època de la comarca, dins les formulacions de la tradició constructiva llombarda, en una clara evolució vers el perfeccionament tecnològic característic de l'arquitectura del segle xii.